# Vaucelles
Vaucelles település Franciaországban, Calvados megyében. Lakosainak száma 600 fő (2022. január 1.). Vaucelles Barbeville, Bayeux, Cussy, Saint-Loup-Hors, Sully, Tour-en-Bessin és Vaux-sur-Aure községekkel határos.

## Népesség
A település népessége az elmúlt években az alábbi módon változott:
| Lakosok száma | 187  | 195  | 217  | 283  | 371  | 379  | 455  | 563  | 580  | 600  |
|               | 1968 | 1982 | 1990 | 2006 | 2013 | 2015 | 2017 | 2019 | 2020 | 2022 |